# Plateilema
Plateilema es un género monotípico de plantas con flores perteneciente a la familia de las asteráceas. Incluye una sola especie: Plateilema palmeri, que es originaria de México.

## Descripción
Es una planta perenne, que en su mayoría alcanza un tamaño de 8.5 cm de altura. Tallos erectos, ramificados en su mayoría de las bases. Las hojas mayormente basales,  pecioladas, obovadas a oblanceoladas, dentadas o lobuladas pinnadas (lóbulos deltados a obovadas), los márgenes finales dentados o enteros. Las inflorescencias nacen solas. Corolas de color amarillento a púrpura, los tubos mucho más cortos que amplios, gargantas cilíndricas. Vilano persistente, de color marrón.

## Distribución
Se encuentra en Texas y norte de México.

## Taxonomía
Plateilema palmeri fue descrita por (A.Gray) Cockerell y publicado en Bulletin of the Torrey Botanical Club 31(9): 462. 1904.
Etimología
Plateilema: nombre genérico derivado de las plagras griegas platys, que significa "ancho, grande" y eilema que significa "envuelta, sobre", aludiendo a las grandes brácteas.
Sinonimia
- Actinea palmeri (A.Gray) B.L.Rob.
- Actinella palmeri A.Gray basónimo[4]